# Fulton Fish Market

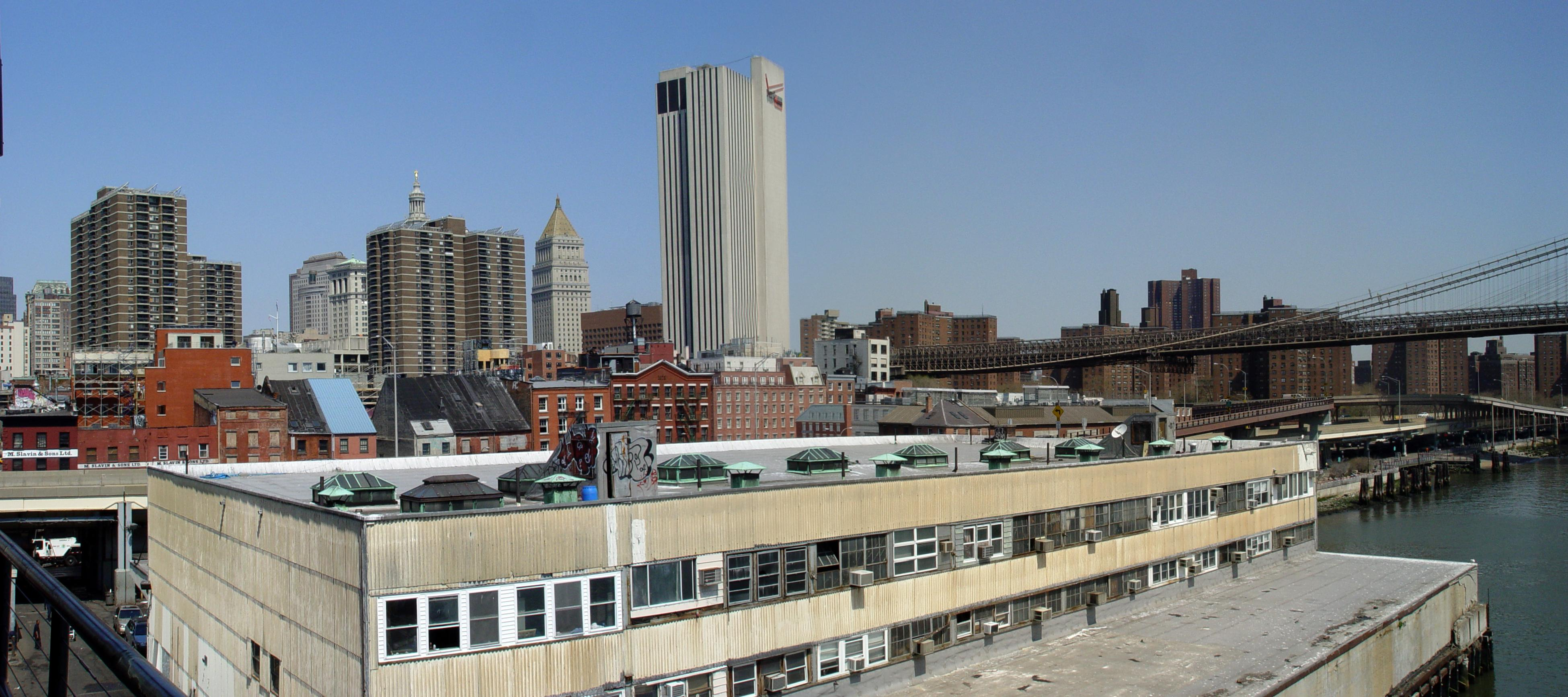
Il magazzino originale del Fulton Fish Market

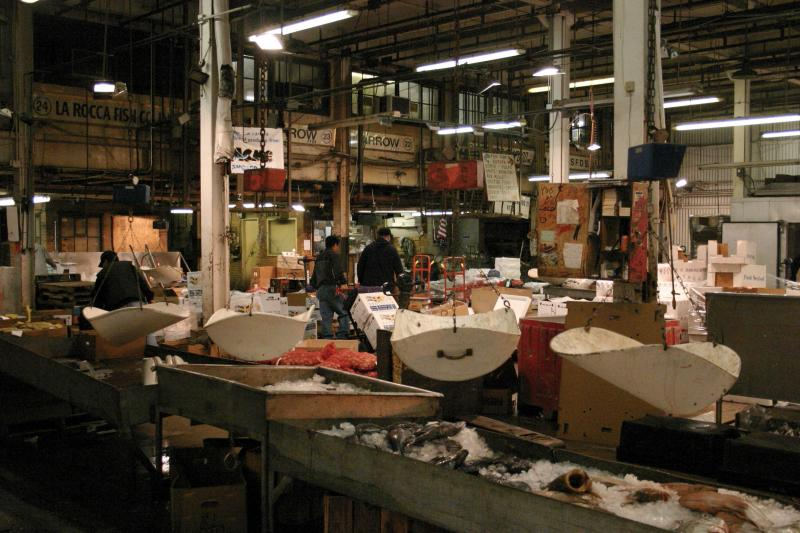
Interno del Fulton Fish Market

Il Fulton Fish Market di New York è il più grande mercato ittico degli Stati Uniti e il più grande al mondo dopo Tokyo.

## Storia
Il primo mercato aprì nel 1822 secondo i piani dell'architetto James O’Donnell e fu utilizzato per accogliere navi che avevano attraversato l'Oceano Atlantico. Entro il 1850, la maggior parte del pesce pescato in giro per la città fu portato al Fulton Fish Market, dove fu acquistato da ristoratori o grossisti, alla ricerca di pesce fresco di ogni tipo. Inoltre, non era insolito che i pesci di tutto il New England attraversassero questo mercato prima di essere venduti nelle città in cui erano stati catturati in origine. Nel XX secolo, il mercato fu strettamente controllato dalle Cinque famiglie della Mafia di New York, in particolare, dagli anni '40 alla sua morte nel 1968, da Joseph Lanza, parente di Lucky Luciano.
Per diversi decenni, i prezzi sono stati controllati e fissati dal governo americano, il che riflette l'importanza di questo mercato del pesce in tutta la regione di New York.
Nel luglio 2005, il Fulton Fish Market si è trasferito, lasciando il magazzino originale situato sotto Fulton Street, per il distretto del Bronx, a Hunts Point. Il nuovo mercato presenta quindi infrastrutture moderne, come il nuovo magazzino che offre un'illuminazione ottimale e condizioni di freschezza.
Il Fulton Fish Market non è l'unico mercato all'ingrosso di New York City, poiché ne esiste un altro, nell'area di West Side del quartiere di Manhattan dedicato alla compravendita delle carni.